# Liste der Naturdenkmale in Königswalde
Die Liste der Naturdenkmale in Königswalde nennt die Naturdenkmale in Königswalde im sächsischen Erzgebirgskreis.

## Definition
„Naturdenkmäler sind rechtsverbindlich festgesetzte Einzelschöpfungen der Natur oder entsprechende Flächen bis zu fünf Hektar, deren besonderer Schutz erforderlich ist
1. aus wissenschaftlichen, naturgeschichtlichen oder landeskundlichen Gründen oder
2. wegen ihrer Seltenheit, Eigenart oder Schönheit.“

„§ 18 – Naturdenkmäler – (zu § 28 BNatSchG)
(1) Die Erklärung nach § 22 Abs. 1 BNatSchG von Teilen von Natur und Landschaft als Naturdenkmal erfolgt durch Rechtsverordnung oder Einzelanordnung.
(2) Über § 28 Abs. 1 BNatSchG hinaus können Naturdenkmäler zur Sicherung von Lebensgemeinschaften oder Lebensstätten von im Bestand gefährdeten oder streng geschützten Arten festgesetzt werden.“

## Liste
Link zu einem Kartenansichtstool, um Koordinaten zu setzen.
| Bild                          | Bezeichnung                   | Lage                                          | Beschreibung        | Datum                                                                                       | Nummer     |
| ----------------------------- | ----------------------------- | --------------------------------------------- | ------------------- | ------------------------------------------------------------------------------------------- | ---------- |
| mehr Fotos \| Fotos hochladen | Königswalder Lichte Hainwiese | Königswalde (50° 32′ 49,5″ N, 13° 3′ 27,7″ O) | Fläche: ca. 5857 m² | Verordnung des Landkreises Annaberg vom 01.06.2001, Landkreisnachrichten Nr. 08/2001, S. 21 | 364.23-134 |
| BW                            | Königswalder Orchideenwiese   | Königswalde (50° 32′ 8,5″ N, 13° 2′ 26,5″ O)  | Fläche: ca. 5214 m² | Verordnung des Landkreises Annaberg vom 01.06.2001, Landkreisnachrichten Nr. 08/2001, S. 22 | 364.23-133 |